# Fritz Prosser
Fritz Prosser (* 25. Dezember 1913 in Leipzig; † 18. September 2000 in Leipzig) war ein deutscher Handballspieler und -trainer. Er war Weltmeister und dreifacher Deutscher Meister im Feldhandball.

## Leben
Fritz Erich Prosser wurde 1938 für die Feldhandball-Weltmeisterschaft aufgestellt und mit der deutschen Mannschaft Weltmeister. Prosser spielte für die MTSA Leipzig (Militär-Turn-und Sportabteilung). Mit der MTSA wurde er dreimal in Folge (1937–1939) Deutscher Meister. Weiterhin errang er 1936 den deutschen Vizemeistertitel.
Nach dem Zweiten Weltkrieg war er Trainer beim SC Lokomotive Leipzig (Vereinsnachfolge SC Leipzig).
Fritz Prosser wurde auf dem Stötteritzer Friedhof in Leipzig beigesetzt.

## Erfolge
- Weltmeister 1938 bei der Feldhandball-Weltmeisterschaft der Männer 1938
- Deutscher Vizemeister 1936 mit MTSA Leipzig
- Deutscher Meister 1937 mit MTSA Leipzig
- Deutscher Meister 1938 mit MTSA Leipzig
- Deutscher Meister 1939 mit MTSA Leipzig